# Armada Índia

Bandera de proa

Bandera de proa 2001-2004

Bandera de proa 1950-2001

L'Armada Índia o Força Naval Índia (en anglès: Indian Navy) (en hindi: भारतीय नौसेना, Bhāratīya Nau Senā) és la branca naval de les Forces Armades Indies. El President d'Índia és el comandant en cap de la mateixa. Per sota d'ell està el Comandant de l'Armada (Chief of Naval Staff) que és un oficial de quatre estels amb el rang d'almirall.
En el segle xxi la Marina Índia té assignada diferents funcions:
- Conjuntament amb altres forces armades de la Unió Índia, actua per determinar o detenir qualsevol amenaça o agressió contra el territori indi, els seus ciutadans o els interessos marítims d'Índia, punt en temps de pau com de guerra.
- Projecta la influència índia sobre els objectius de seguretat, econòmics o polítics.
- En cooperació amb la guàrdia costanera Índia s'assegura de mantenir l'ordre i l'estabilitat a les regions marítimes de sobirania índia.
- Proveeix d'assistència marítima (incloent en cas de desastre) als països costaners veïns a Índia.[1]
- Té un paper clau com a part un ordre plural per a un món millor.

Les Forces Navals d'Índia tenen capacitat per projectar un atac lluny de la seva costa. Per això és considerada una armada d'aigües blaves i, per punt, una de les armades més poderoses del món. En els darrers anys, l'Armada de l'Índia ha experimentat una ràpida modernització.

## Flota

### Portaavions
Portaavions classe Centaur (1)
- INS Viraat (R22)

Portaavions classe Kíev (1)
- INS Vikramaditya (R33)

Portaavions classe Vikrant (2)
- INS Vikrant (En servei en 2018)
- INS Vishal (En servei en 2025)

### Destructors
Destructor classe Kolkata (3)
- INS Kolkata
- INS Kochi
- INS Chennai (2016)

Destructor classe Delhi (3)
- INS Delhi
- INS Mysore
- INS Mumbai

Destructor classe Rajput (5)
- INS Rajput
- INS Granota
- INS Ranjit
- INS Ranvir
- INS Ranvijay

### Fragates
Fragata classe Shivalik (3)
- INS Shivalik
- INS Satpura
- INS Sahyadri

Fragata classe Talwar (6)
- INS Talwar
- INS Trishul
- INS Tabar
- INS Teg
- INS Tarkash
- INS Trikand

Fragata classe Brahmaputra (3)
- INS Brahmaputra
- INS Betwa
- INS Beas

Fragata classe Godavari (3)
- INS Godavari
- INS Ganga
- INS Gomati

Fragata classe Komorta (1)
- INS Komora

### Corbetes
Corbeta classe Kora (4)
- INS Kora
- INS Kirch
- INS Kulish
- INS Karmuk

Corbeta classe Khukri (4)
- INS Khukri
- INS Kuthar
- INS Kirpan
- INS Khanjar

Corbeta classe Veer (12)
- INS Veer
- INS Nirbhik
- INS Nipat
- INS Nishank
- INS Nirghat
- INS Vibhuti
- INS Vipul
- INS Vinash
- INS Vidyut
- INS Nashak
- INS Prabal
- INS Pralaya

Corbeta classe Abhay (4)
- INS Abhay
- INS Ajay
- INS Akshay
- INS Agray

### Submarins
Submarí nuclear classe Akula (1)
- INS Chakra[3]

Submarí SS classe Quilo/Sindhughosh (10)
- INS Sindhughosh
- INS Sindhudhvaj
- INS Sindhuraj
- INS Sindhuvir
- INS Sindhuratna
- INS Sindhukesari
- INS Sindhukirti
- INS Sindhuvijay
- INS Sindhurakshak
- INS Sindhushastra

Submarí SS Tipus 209/classe Shishumar (4)
- INS Shishumar
- INS Shankush
- INS Shalki
- INS Shankul

## Aviació naval

### Avions
- Boeing P-8 Poseidon
- Dornier Do 228
- HAL HPT-32 Deepak
- HAL Kiran
- Ilyushin Il-38
- Mikoyan MiG-29K
- Tupolev Tu-142
- BAE Systems Hawk

### Helicòpters
- HAL Chetak
- HAL Dhruv
- Kamov Ka-28
- Kamov Ka-31
- Westland Sea King
- Sikorsky UH-3H

### Vehicles aeris no tripulats
- IAI Heron